# Charlon Kloof
Charlon Kloof, né le 20 mars 1990, à Paramaribo, au Suriname, est un joueur néerlandais de basket-ball. Il évolue au poste de meneur.

## Palmarès
- Vainqueur du Championnat de Macédoine en 2017.
- MVP du Championnat de Macédoine en 2017.